# Dassault Aviation

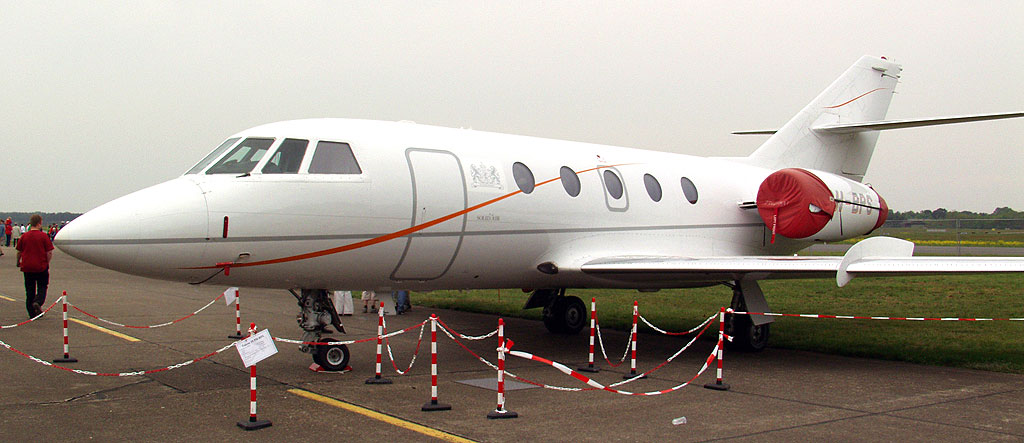
Falcon Mystere 20F-5

Die Dassault Aviation Group ist ein französischer Hersteller von Geschäftsreisejets, Militär- und ehemals Regionalflugzeugen. Die Aktiengesellschaft (S.A.) mit Sitz in Saint-Cloud bei Paris ist neben Gulfstream Aerospace, Bombardier Aerospace, Cessna und Embraer einer der fünf großen Produzenten von Geschäftsreiseflugzeugen.
Bei gehobenen Geschäftsflugzeugen ist Dassault Aviation mit einem Anteil von rund 40 Prozent Weltmarktführer. Außerdem war das Unternehmen nach Schätzungen aus dem Jahr 2000 der drittgrößte Hersteller von Militärflugzeugen in Europa und der sechstgrößte der Welt.  Dassault produziert u. a. den Privatjet Falcon und die Kampfflugzeuge Mirage und Rafale.
Das Unternehmen beschäftigt 12.768 Mitarbeiter, wovon 78 % in Frankreich arbeiten.

## Geschichte
Der heutige Dassault-Konzern geht auf die 1928 gegründete Société des Avions Marcel Bloch zurück, auch kurz „MB“ genannt. Diese wurde 1947 in Dassault Aviation umbenannt. Gründer Marcel Bloch änderte 1949 ebenfalls seinen Namen in Dassault. Die Firmen Dassault-Breguet und Avions Marcel Dassault (AMD) wurden früher ebenfalls verwendet. Technischer Generaldirektor war von 1949 bis 1981 Henri Deplante.
Das Unternehmen wurde auch durch das von ihm entwickelte CAD-System CATIA weltweit bekannt, was später in die Tochter Dassault Systèmes ausgegliedert wurde.
Im Dezember 2008 wurde mit Alcatel-Lucent der Kauf dessen Anteile an der Thales Group für 1,96 Milliarden Euro vertraglich geregelt und im März 2009 abgeschlossen. Im selben Monat wurde auch die Übernahme der Thales-Anteile von Groupe Dassault beschlossen. Somit hält Dassault Aviation 25,9 Prozent an dem Unternehmen.
2017 lieferte das Unternehmen das 2500. Geschäftsreiseflugzeug des Typs ‚Falcon‘ aus.

## Anteilseigner

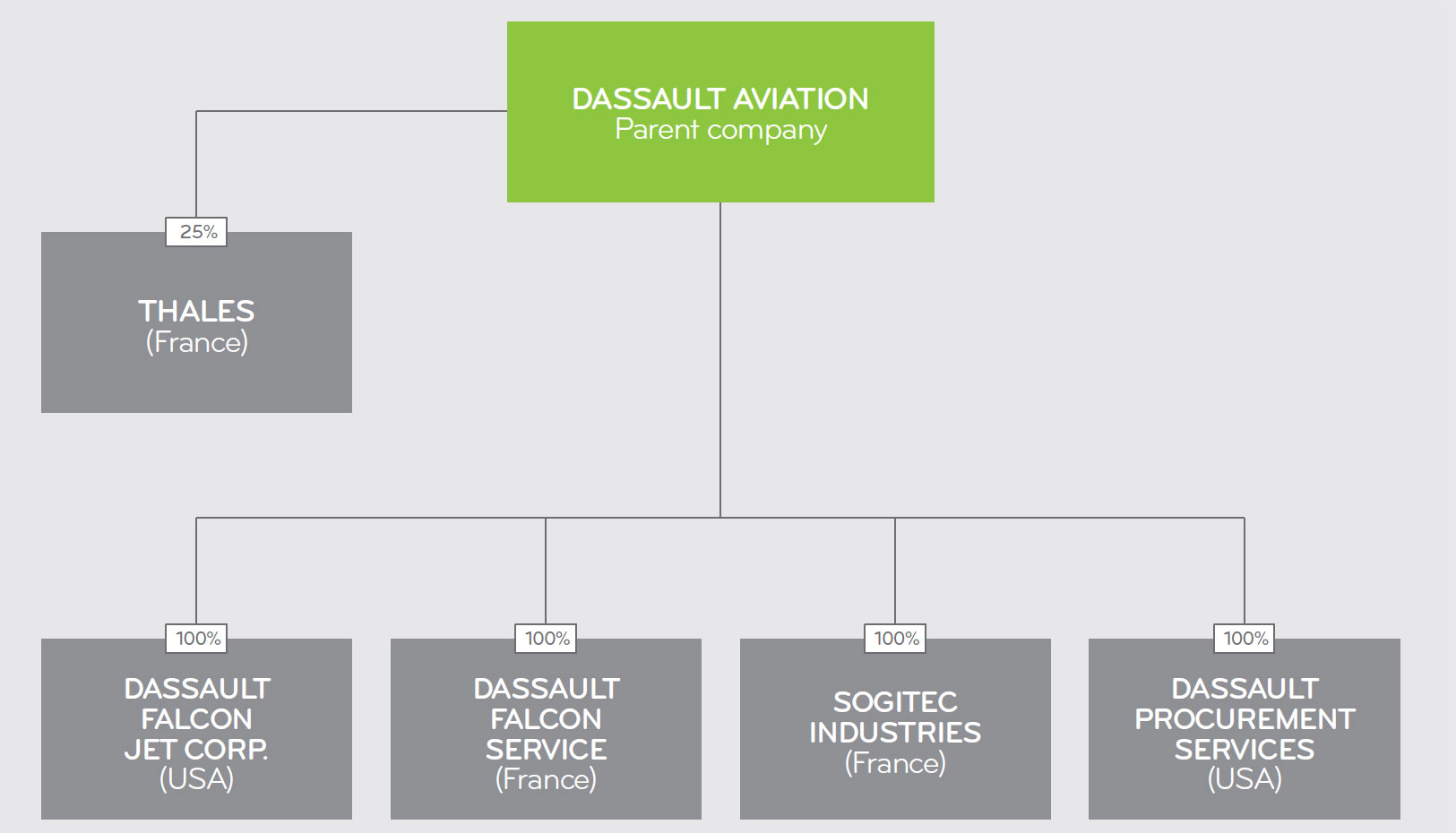
Organigramme financier du groupe Dassault Aviation

- Groupe Dassault (62,17 %)[8]
- Airbus Group (9,93 %)
- Dassault Aviation (0,46 %)
- Private Investoren (27,44 %)

## Flugzeugtypen (Erstflug)

### Militär
- MD 315 Flamant, 1947
- MD 320 Hirondelle, 1968
- MD 450 Ouragan, 1951
- MD 452 Mystère II, 1952
- MD 453, 1952
- Mystère II, 1951
- Mystère IV, 1952
- MD 550, 1955
- Super Mystère B1, 1955
- Super Mystère B2, 1956
- Mirage III, 1956
- Étendard, 1956
- MD 410 Spirale, 1960
- Balzac V, 1962
- Mirage IV (Atombomber), 1960
- Mirage III V, 1966
- Mirage 5, 1967
- Mirage G, 1967
- Milan, 1968
- Mirage F1, 1973
- Alpha Jet, 1973
- Super Étendard, 1974
- Falcon Guardian 01, 1977
- Mirage 2000, 1978
- Mirage 4000, 1979
- Mirage 50, 1979
- Falcon Guardian, 1981
- ATL 2, 1982
- Mirage III NG, 1982
- Rafale, 1986
- Neuron, 2012

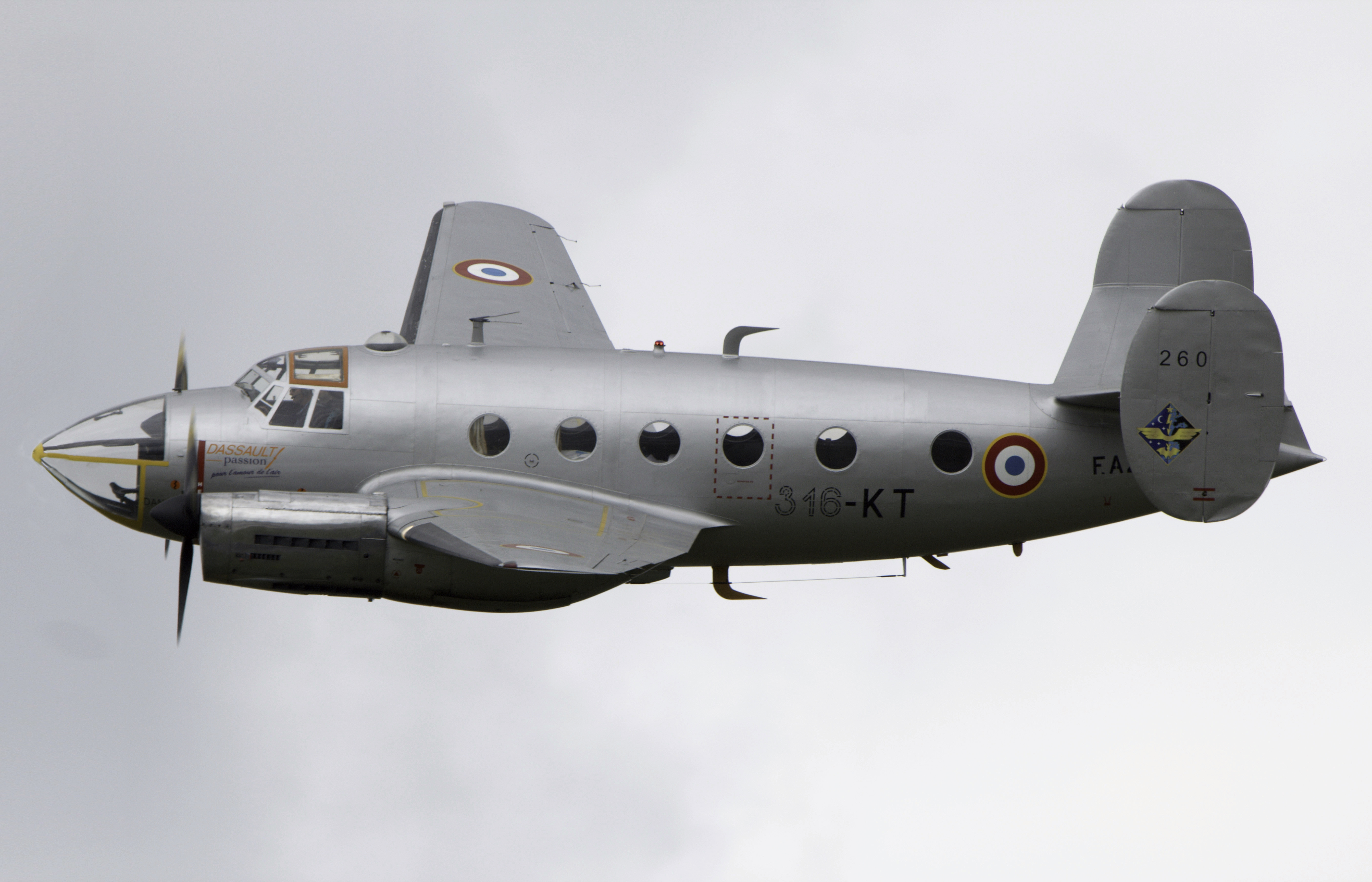
Flamant

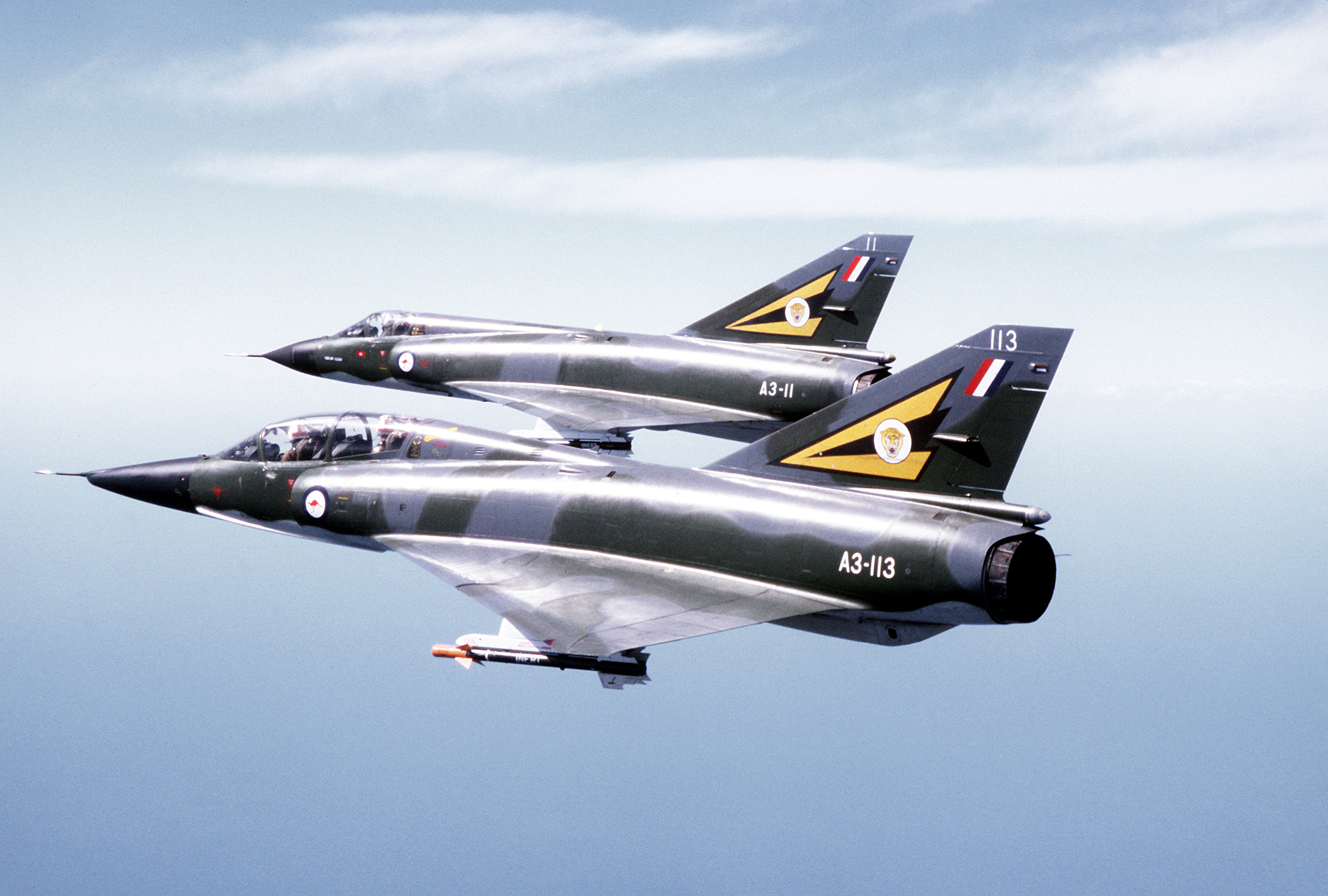
Mirage III

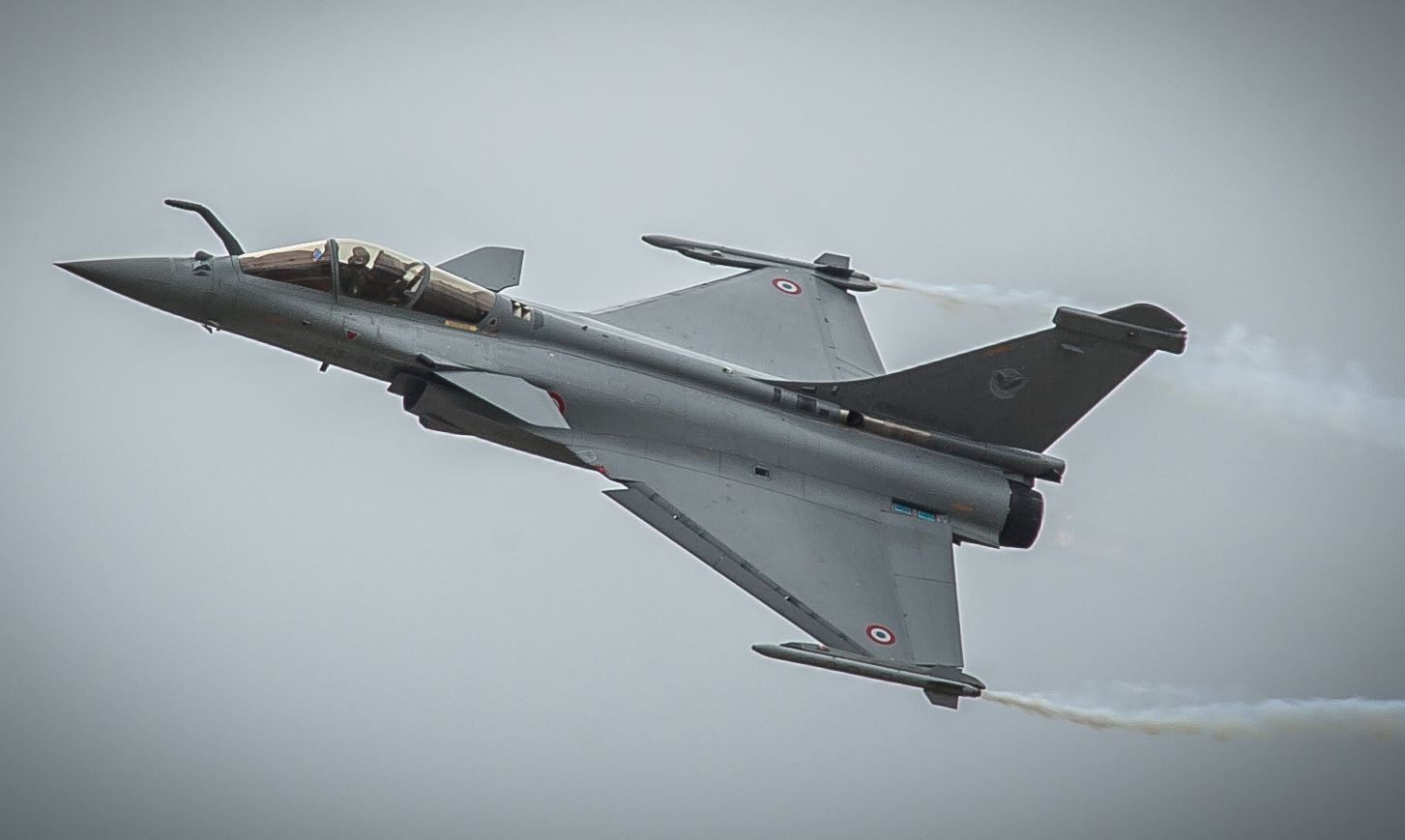
Rafale

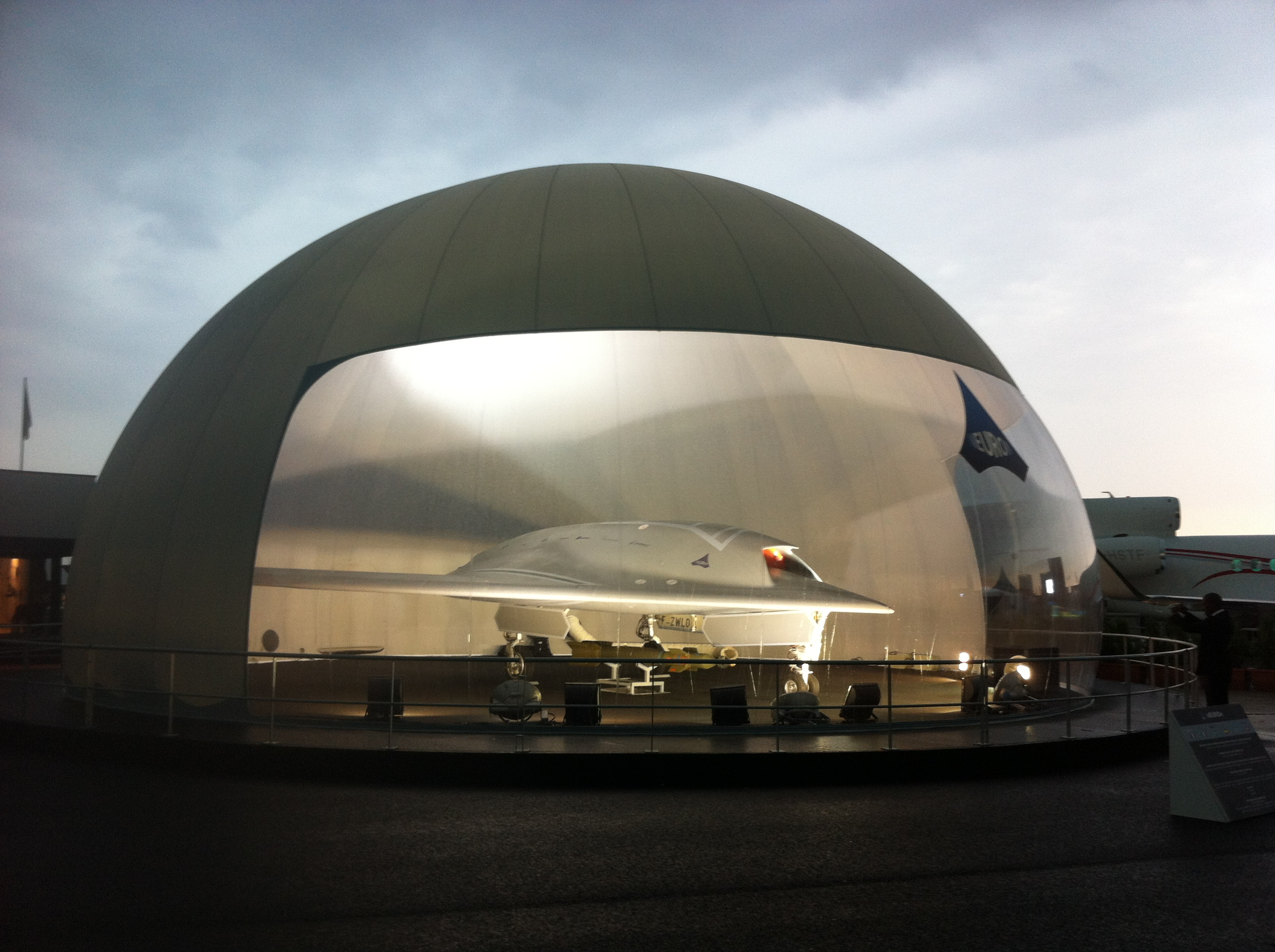
Neuron

- AVE-D, Aeronnefs de Validation Experimentale (Luftfahrzeug zur Versuchsbewertung), Drohne mit Stealtheigenschaften, Erstflug am 18. Juli 2000, erster vollautomatischer Flug am 30. Juni 2008

### Zivil

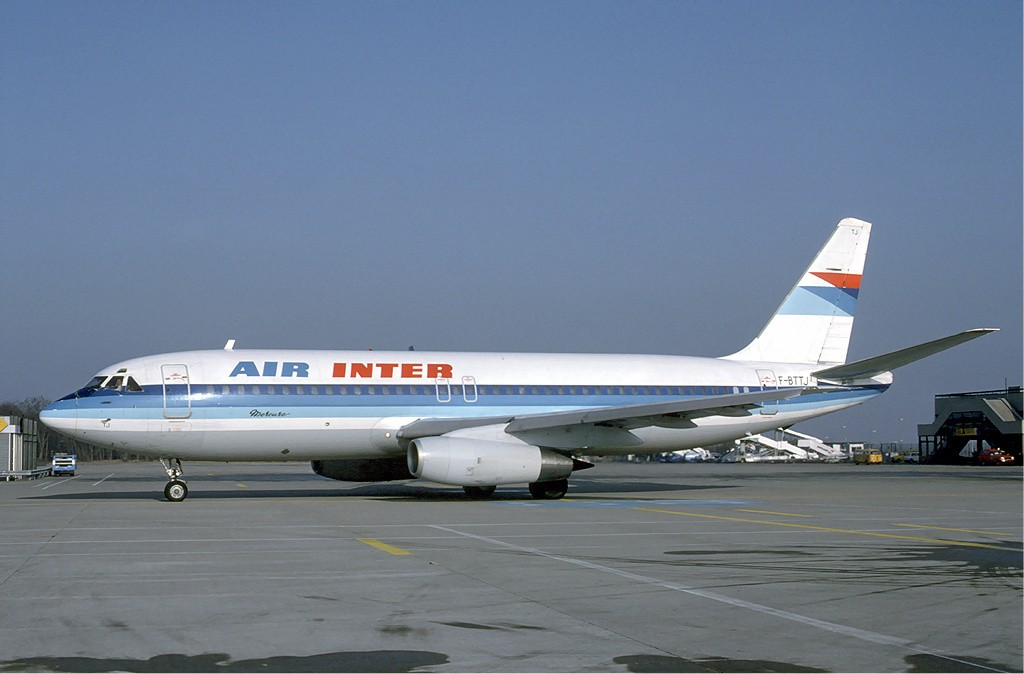
Dassault Mercure der Air Inter

Regionalflugzeug
- Mercure

Geschäftsflugzeuge
- Dassault Falcon 20
- Dassault Falcon 50
- Dassault Falcon 900
- Dassault Falcon 2000
- Dassault Falcon 5X
- Dassault Falcon 7X
- Dassault Falcon 8X
- Dassault Falcon 6X